# Sphaerostephanos flavoviridis
Sphaerostephanos flavoviridis är en kärrbräkenväxtart som beskrevs av Holtt. Sphaerostephanos flavoviridis ingår i släktet Sphaerostephanos och familjen Thelypteridaceae. Inga underarter finns listade.